# Elena Gallardo
Elena Gallardo Álvarez (Madrid, 19 de enero del 2000) es una actriz española conocida por sus interpretaciones en las series de televisión La otra mirada (2018-2019), Paraíso (2021-2022) y El pueblo (2021-2023).

## Biografía
Elena nació en el 19 de enero de 2000 en Madrid. Empezó haciendo teatro musical a los 14 años a modo de hobby y se formó en técnica vocal, danza, teatro e interpretación en los siguientes años. Debutó en televisión como una de las protagonistas de La otra mirada, una serie de Televisión Española, donde interpretó a Candela Megía Rodas. Se mantuvo en la serie hasta el final, en la segunda temporada.
En 2020 creó el proyecto Oye Alzheimer, una iniciativa para favorecer la memoria emocional de personas con Alzheimer, a través de la música. En diciembre de 2020, la actriz dirigió y lanzó el videoclip «Feliz Navidad - Oye Alzheimer», donde participaron actrices como Itziar Castro o Ester Expósito.
En octubre de 2020 se anunció su fichaje para la serie diaria de TVE Dos vidas como Alicia Hontanares. La serie comenzó a emitirse en enero de 2021 y anunció su despedida de la misma en julio del mismo año, tras 130 episodios perteneciendo al elenco principal. Ese mismo año se incorporó a la serie de Movistar+ Paraíso, donde interpretó a Eva Peñón, una de las chicas desaparecidas. Ese mismo año comenzaron las grabaciones de la segunda temporada de la serie, contando de nuevo con la participación de la actriz. En julio del mismo año fichó como parte del elenco principal por la tercera temporada de la serie de Amazon Prime Video y Telecinco El pueblo, interpretando a Carla González, una persona no binaria que se instala en el pueblo. Volvió a interpretar a Carla en la cuarta temporada de la serie.
En 2024 participó en la serie Las abogadas, basada en hechos reales, donde interpreta a Elisa Maravall, una joven abogada que trabaja en el despacho de Manuela Carmena. Ese mismo año realizó su primer largometraje titulado Las chicas de la estación, dirigido por Juana Macías y donde interpreta a Noe.

## Filmografía

### Cine
| Año  | Título                    | Rol |
| ---- | ------------------------- | --- |
| 2024 | Las chicas de la estación | Noe |

### Televisión
| Año       | Título         | Rol                 | Notas          |
| --------- | -------------- | ------------------- | -------------- |
| 2018–2019 | La otra mirada | Candela Megía Rodas | Rol recurrente |
| 2018      | El Continental | Belice joven        | 1 episodio     |
| 2021      | Dos vidas      | Alicia Hontanares   | Rol principal  |
| 2021–2022 | Paraíso        | Eva Peñón           | Rol recurrente |
| 2021–2023 | El pueblo      | Carla González      | Rol principal  |
| 2024      | Las abogadas   | Elisa Maravall      | Rol recurrente |